# ليني كوكي
ليني كوكي (29 أبريل 1982 ببروكلين في الولايات المتحدة - ) (بالإنجليزية: Lenny Cooke)‏ هو لاعب كرة سلة أمريكي في مركز مدافع مسدد الهدف.

## وصلات خارجية
- ليني كوكي على موقع ريلجم (الإنجليزية)
- ليني كوكي على موقع بروبوليرز (الإنجليزية)